# Hjortakroken
Hjortakroken är ett bostadsområde i norra Sölvesborg som angränsar till Kämpaslätten och Slottet.